# Zoltan Bathory
Zoltán Báthory es un músico y artista marcial, nacido en Hungría. Es el fundador, guitarrista rítmico y uno de los principales compositores de la banda de heavy metal Five Finger Death Punch. Se unió a la banda de post-grunge U.P.O. en 2004 en reemplazo de Ben Shirley como bajista. Dejó la banda en 2005, retornó a la guitarra y formó la agrupación Five Finger Death Punch, con la que ha grabado ocho álbumes de estudio hasta el momento.

## Discografía

### Five Finger Death Punch
- The Way of the Fist (2007)
- War Is the Answer (2009)
- American Capitalist (2011)
- The Wrong Side of Heaven and the Righteous Side of Hell, Volume 1 (2013)
- The Wrong Side of Heaven and the Righteous Side of Hell, Volume 2 (2013)
- Got Your Six (2015)
- ...And Justice For None (2018)
- F8 (2020)